# Campinas do Piauí
Campinas do Piauí is een gemeente in de Braziliaanse deelstaat Piauí. De gemeente telt 5.818 inwoners (schatting 2009).

## Verkeer en vervoer
De plaats ligt aan de wegen PI-242 en PI-249.